# Gabriel Agbonlahor
Gabriel Imuetinyan Agbonlahor (nascut el 13 d'octubre de 1986 a Birmingham, Anglaterra) és un futbolista anglès que juga a l'Aston Villa FC de la FA Premier League. D'orígens nigerians i escocesos, Agbonlahor és producte del planter del Villa i ha estat internacional amb la selecció sub-21 d'Anglaterra. Es caracteritza especialment per la seua gran velocitat.